# Macronus
Macronus es un género de aves paseriformes perteneciente a la familia Timaliidae. El nombre de este género se escribe con frecuencia Macronous, pero la ortografía correcta es Macronus.

## Especies
Se reconocen las siguientes especies, distribuidas por la región indomalaya:
- Macronus gularis – timalí goliestriado.
- Macronus bornensis – timalí de Borneo.
- Macronus flavicollis – timalí carigrís.
- Macronus kelleyi – timalí de Kelley.
- Macronus striaticeps – timalí pardo.
- Macronus ptilosus – timalí piloso.